# Bobara
Bobara (en cyrillique : Бобара) est un village de Bosnie-Herzégovine. Il est situé dans la municipalité de Tomislavgrad, dans le canton 10 et dans la fédération de Bosnie-et-Herzégovine. Selon les premiers résultats du recensement bosnien de 2013, il compte 236 habitants.
Bobara, qui n'apparaît pas dans le recensement de 1991, est mentionné comme village au recensement de 2013 et comme siège d'une des 29 communautés locales constituant la municipalité de Tomislavgrad.